# Црква Преображења Господњег у Разбоју
Црква Преображења Господњег у Разбоју је стари централни храм у парохији Стапарској у Лијевче пољу, Општина Србац. Један је од најстаријих храмова у овом крају. У непосредној близини је изграђен нови храм, док је употреба старог сведена на минимум. У непосредној близини протиче ријека Врбас. У порти храма је сахрањен народни јунак Видак Новковић и глумац Угљеша Којадиновић. У овом храму је служена и последња литургија чланова ЈВуО, литургију је служио Митрополит Јоаникије црногорски са свештенством које је изгинуло на Лијевче пољу и зиданом мосту у Словенији.

### Историјат
Храм је грађен, са прекидима од 1864.до 1892, када је и освећен. Акцију је покренуо тадашњи свештеник Ђурађ Дринић. Темеље цркве је положио преч. Ст. Н. Давидовић, прото градишки. Храм је завршен 21. маја 1892. Храм је освештао Митрополит Дабробосански Ђорђе Николајевић 6. септембра 1892.